# Базанкур (Марна)
Базанкур (фр. Bazancourt) насеље је и општина у североисточној Француској у региону Шампањ-Арден, у департману Марна која припада префектури Ремс.
По подацима из 2011. године у општини је живело 1.969 становника, а густина насељености је износила 169,16 становника/km². Општина се простире на површини од 11,64 km². Налази се на средњој надморској висини од 77 метара.

## Демографија
| 1962. | 1968. | 1975. | 1982. | 1990. | 1999. | 2011. |
| ----- | ----- | ----- | ----- | ----- | ----- | ----- |
| 1.545 | 1.748 | 1.791 | 1.816 | 1.877 | 1.940 | 1.969 |

График промене броја становника у току последњих година